# Diplazium diplazioides
Diplazium diplazioides là một loài thực vật có mạch trong họ Woodsiaceae. Loài này được (Klotzsch & H. Karst.) Alston miêu tả khoa học đầu tiên năm 1936.